# Arudi
Gli Arudi o Carudi (dal latino Harudes o Charudes o Charydes) furono un'antica popolazione germanica.

## Storia
Sono ricordati dalle fonti come popolo che viveva a sud dei Cimbri, nel sud della Danimarca. Li menziona Gaio Giulio Cesare nel De bello Gallico tra i mercenari al servizio del capo germanico Ariovisto. E sono menzionati anche da Ottaviano Augusto nelle Res Gestae nel resoconto delle sue conquiste e del viaggio compiuto dal figliastro Tiberio Claudio Nerone alle foci del fiume Elba.
L'antica sede originaria di questo popolo degli Arudi fu Hordaland in Norvegia, da qui successivamente s'insediarono nello Jutland e in Germania. Dalla tribù degli Arudi discese la stirpe longobarda degli Arodingi, di cui fecero parte il re longobardo Rotari o Crottario, suo figlio il re Rodoaldo, i duchi di Bergamo ed anche Rotarit l'ultimo duca longobardo di Bergamo. Tutti questi re e duchi Longobardi appartennero al potente gruppo familiare arimannico dei Crotti.